# X SS Korps
Het X SS-Legerkorps (Duits: X. SS-Armeekorps) was een Duits legerkorps van de Waffen-SS tijdens de Tweede Wereldoorlog dat van januari tot maart 1945 actief was.  Het korps werd opgebouwd uit de staf van het XIV SS-legerkorps en het vocht uitsluitend aan het oostfront.

## X SS-Legerkorps
Na het mislukken van Operatie Nordwind werd het hoofdkwartier van het XIV SS-legerkorps naar het oosten verplaatst. Het Duitse opperbevel plande een tegenaanval op de noordelijke flank van het 1e Wit-Russische Front, dat na het succesvolle Wisla-Oderoffensief was opgerukt tot aan de Oder. Het 3e Pantserleger moest deze aanval uitvoeren, maar het bevond zich bij Koningsbergen en het kon niet snel genoeg worden verplaatst naar de nieuwe sector.  In plaats van langer te wachten richtte het Duitse opperbevel opnieuw het 11e Leger op.  Door de bevelhebber van de legergroep waaraan het nieuwe leger werd toegevoegd, Reichsführer-SS Heinrich Himmler, kwam dit leger daardoor bekend te staan onder de naam 11. Panzerarmee of 11. SS-Panzerarmee, maar dat was niet de officiële naam.
Het Duitse opperbevel schraapte alle aanwezige troepen bijeen in het nieuw leger. Het X SS-Legerkorps, dat de linkervleugel vormde, was een samenraapsel van verschillende eenheden. Het bestond uit de 5de Jägerdivisie, divisie nr 402, een SS-Compagnie van gemechaniseerd geschut en de Führerbegeleitungsbrigade.  
De 5de Jägerdivisie bestond uit drie regimenten met elk twee bataljons. Een jägerdivisie was opgericht om in moeilijk terrein te opereren en ze beschikte daarom over weinig artillerie en gemechaniseerde eenheden. De bataljons van de 5e Jägerdivisie waren ver beneden hun normale sterkte en ze waren naar de Stargard sector gestuurd om uit te rusten en zich opnieuw te bevoorraden. Divisie nr 402 was geen reguliere divisie, maar een reserve-divisie.  Ze fungeerde als opleidingseenheid, waarbij de nadruk had gelegen op bewakingsopdrachten in het Generaal-Gouvernement. De slagkracht van het korps werd gevormd door de Sturmgeschütz-Kompanie Reichsführer-SS, bestaande uit acht StuG III’s. De Führerbegeleitungsbrigade was op papier onderdeel van het korps, maar de verschillende delen bevonden zich nog steeds in Oost-Pruisen. 
Tijdens operatie Sonnenwende moest het X SS-Korps de linkerflank van het leger te dekken, maar het beschikte niet over voldoende troepen noch over de ervaring om deze taak naar behoren uit te voeren. De stafofficieren probeerden hun troepen te concentreren, maar het offensief was al mislukt voor ze er in slaagden voldoende troepen samen te brengen. 
Na het mislukken van de aanval werd de staf van het 11e Leger weggenomen en alle eenheden werden naar het 3de Pantserleger overgedragen.  Het  X SS-Korps, bestaande uit de 5e Jägerdivisie en divisie nr 402, verdedigde het gebied tussen Dramburg en Falkenburg.  
Op 27 februari 1945 begon het 2e Wit-Russische Front met de aanval op Pommeren. Na een hevig gevecht braken ze door de verdediging van het Duitse 2e Leger, dat zich ten oosten van het 3e Pantserleger bevond. Sovjettanks en cavalerie rukten op naar het noorden en op 2 maart bereikten ze de Baltische kust. De flank van het 3e Pantserleger was volledig ongedekt. Op 2 maart 1945 begon ook het 1e Witrussische Front met de aanval. Het 2e Gardetankleger en het 3e Stoottroepenleger vielen het 3e Pantserleger aan. Ze concentreerden zich op de 5e Jägerdivisie, die de scheiding vormde tussen het III SS-Pantserkorps en het X SS-Legerkorps. Reeds op de eerste dag sloegen de Sovjets een bres in de verdediging. De Duitse verdediging stortte ineen. Het X SS-Legerkorps en Korps Tettau waren afgesneden van de rest van het leger. Sovjettanks, gesteund door cavalerie, vielen vanuit alle richtingen aan. Vanuit het oosten en noorden kwamen de tanks van het 2e Witrussische Front en vanuit het westen en zuiden vielen de tanks en cavaleristen van het 2e Gardeleger de Duitsers aan. Generaal Raus probeerde zijn flank terug te trekken, maar de Sovjets hadden elke route naar het westen afgesneden. Op 8 maart 1945 gaf Generalleutnant Krappe zich met 8 000 soldaten over.
Nadat Generalleutnant Krappe was gevangengenomen, nam SS-Standartenführer Golz het bevel op zich. Hij vormde een gevechtsgroep en glipte door de omsingeling.  De overlevenden werden over andere eenheden verdeeld.

## Commandanten[2][3]
| Rang                                                      | Naam                        | Begin                             | Eind                                | Opmerking                                                     |
| --------------------------------------------------------- | --------------------------- | --------------------------------- | ----------------------------------- | ------------------------------------------------------------- |
| SS-Obergruppenführer en generaal der Waffen-SS en Politie | Erich von dem Bach-Zelewski | 26 januari 1945 - 4 februari 1945 | 10 februari 1945 - 17 februari 1945 | Bach-Zelewski voerde hierna het commando over het Korps Oder. |
| Generalleutnant                                           | Günther Krappe              | 10 februari 1945                  | 7 maart 1945                        |                                                               |
| SS-Standartenführer                                       | Herbert Golz                | 7 maart 1945                      | 11 maart 1945?                      |                                                               |

## Stafchef[7][8][2]
| Rang                | Naam         | Begin        | Eind       | Opmerking |
| ------------------- | ------------ | ------------ | ---------- | --------- |
| SS-Standartenführer | Herbert Golz | Januari 1945 | Maart 1945 |           |